# Distretto di Ariyalur
Il distretto di Ariyalur è un distretto del Tamil Nadu, in India, di 695 524 abitanti. Il suo capoluogo è Ariyalur.
Il distretto fu inaugurato il 23 novembre 2007